# Francisco Benítez
Pour les articles homonymes, voir Benítez.
Benítez  Esbri est un nom espagnol. Le premier nom de famille, en général paternel, est Benítez ; le second, en général maternel, souvent omis, est Esbri.
Francisco Benítez Esbri (né le 13 octobre 1970 à La Vall d'Uixó) est un coureur cycliste espagnol. Professionnel de 1993 à 1999 au sein des équipes Kelme et Vitalicio Seguros-Grupo Generali, il a été équipier de Fernando Escartín. Il réalise sa meilleure saison en 1997 en remportant sa seule victoire professionnelle lors du Tour du Mexique, qu'il termine deuxième du classement général. Il se classe également cette année-là deuxième du Challenge de Majorque derrière le Français Laurent Jalabert. Il est actuellement directeur sportif de l'équipe Inteja-Dominican.

## Palmarès
- 1992
  - 2e de la Vuelta de la Ribera
  - 3e du Tour de Castellón
- 1997
  - 10e étape du Tour du Mexique
  - 2e du Trofeo Serra de Tramuntana
  - 2e du Challenge de Majorque
  - 2e du Tour du Mexique

## Résultats sur les grands tours

### Tour de France
2 participations 
- 1997 : 71e
- 1998 : équipe Vitalicio Seguros non-partante (18e étape)

### Tour d'Espagne
2 participations 
- 1994 : 27e
- 1995 : 30e